# Schoss (Steuer)
Schoss (der; mit kurzem Vokal) ist eine bis zu Beginn des 19. Jahrhunderts in Nord- und Mitteldeutschland gebräuchliche Bezeichnung für Steuerabgaben, insbesondere Vermögenssteuern. Das mittelhochdeutsche schoz, mnd., mndl. schot geht auf das germanische Wort sceutan („schießen“) zurück. In den Wörtern „Vorschuss“, „Zuschuss“ oder „etwas dazuschießen“ hat es sich bis heute erhalten. Der Schoss wurde (meist) von Beauftragten des städtischen Rates, wie den Stadtschreibern oder Unterstadtschreibern, die später teilweise als Schösser oder Schottherrn bezeichnet wurden, eingetrieben.
In vielen Städten (Lübeck, Goslar, Hildesheim, Stendal, Quedlinburg, Köln) wurde eine fixe Kopfsteuer-Abgabe der Vorschoss von einer proportionalen Vermögensteuer, dem Hauptschoss oder Schwörschoss (etwa 1,3 %), unterschieden. Notiert wurden diese städtischen Abgaben in den Steuerregistern (Schossregistern).
Daneben existieren zahlreiche weitere Schossarten, wie der unter König Friedrich Wilhelm I. in Ostpreußen eingeführte Generalhufenschoß, eine besondere Grundsteuer. Auf dem Lande wurden Erbregister geführt, die außer dem Schoss, auch Erb- und/oder Burgschoss genannt, noch weitere Abgaben wie den Erbzins und die dem Grundherrn zustehenden Frondienste nennen. Als wichtige Quelle der Bevölkerungs- und Sozialgeschichte im Spätmittelalter und in der Frühen Neuzeit bilden sie die Grundlage für die Analyse der Sozialstruktur und Sozialtopografie.